# Santissima Trinità a Villa Chigi

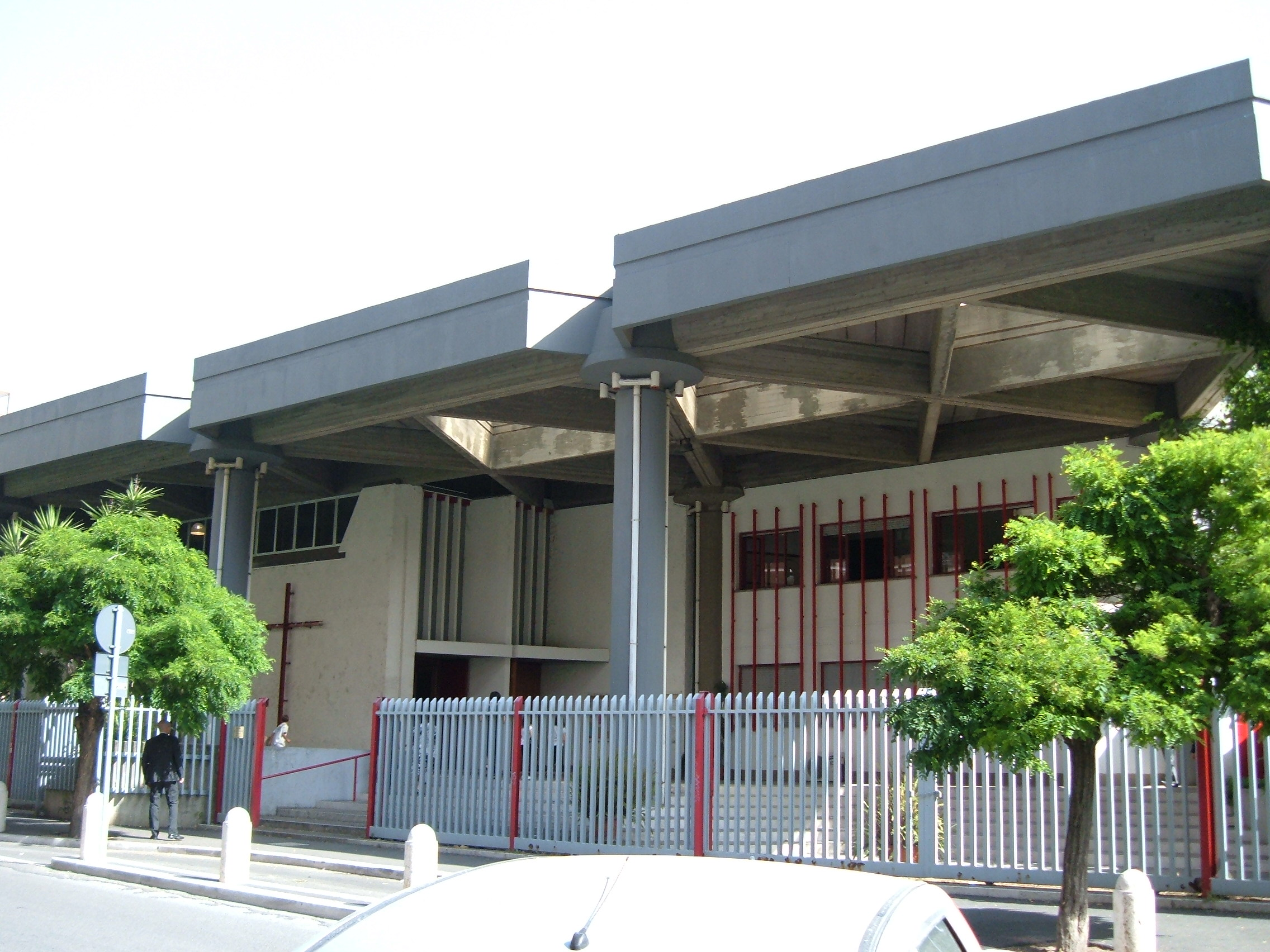
Vista da igreja.

Santissima Trinità a Villa Chigi é uma igreja de Roma localizada na Via Filippo Marchetti, 36, no quartiere Trieste, a leste da Villa Ada e ao norte da Villa Chigi. É dedicada à Santíssima Trindade.

## História

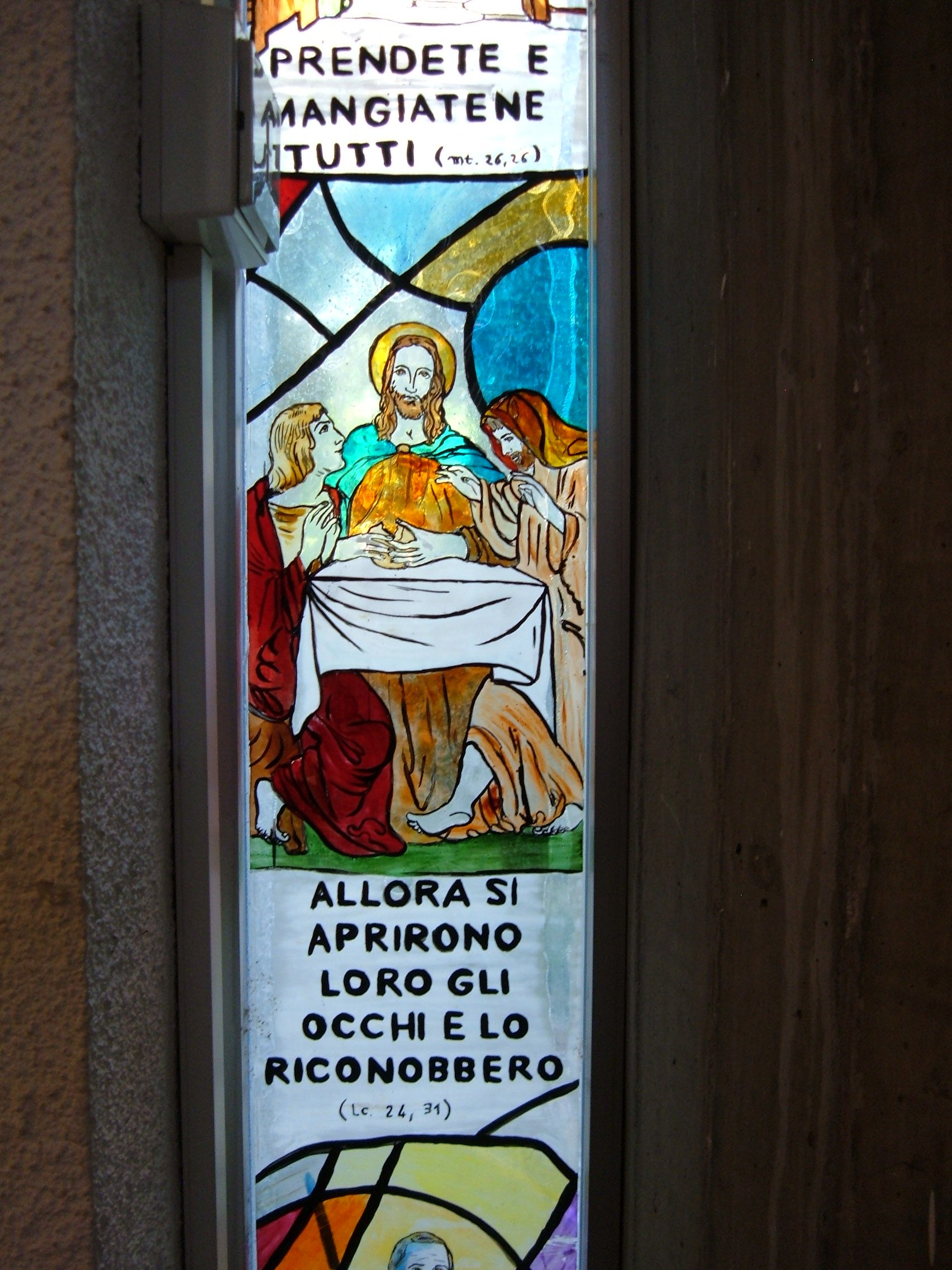
Um dos vitrais.

Esta igreja foi construída entre 1975 e 1979 com base num projeto do arquiteto Pietro Sanpaolo e foi inaugurada em 4 de março de 1979. Ela é sede da paróquia homônima, instituída em 4 de junho de 1962 através do decreto "Quo aptius spirituali" do cardeal-vigário Clemente Micara e foi entregue aos cuidados da Congregação dos Sagrados Estigmas de Nosso Senhor Jesus Cristo.

## Descrição

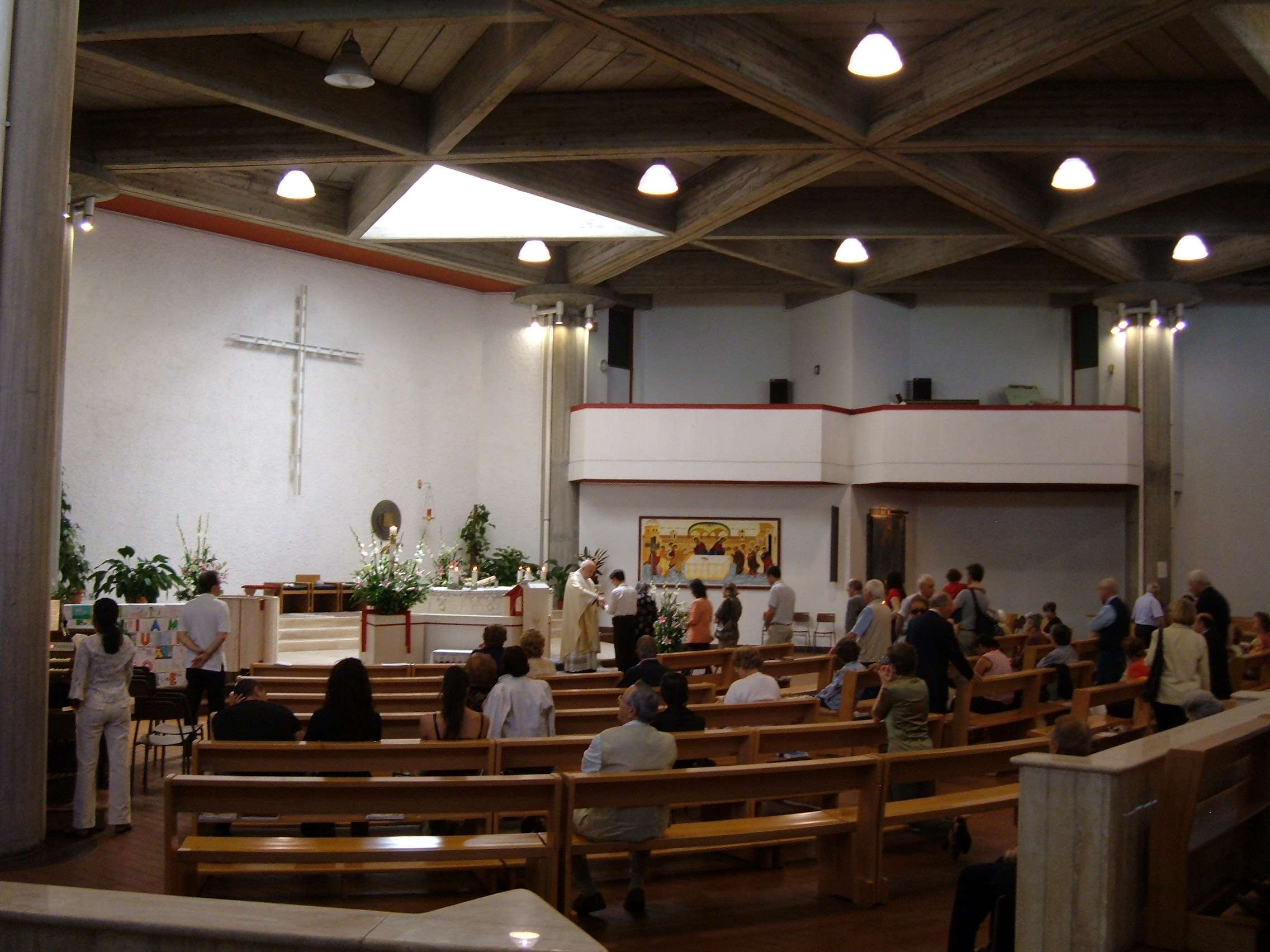
Vista do interior.

Uma particularidade desta igreja é não ter uma fachada e nem um campanário, apenas duas entradas muito simples. A planta é semicircular, convergente na direção do altar-mor. Entre as obras de arte no interior estão os painéis da Via Crúcis e alguns vitrais, de reduzidas dimensões, com imagens de episódios dos Evangelhos. Na lateral está uma capela ferial (utilizada para missas durante a semana) com pinturas de F. Conforti Di Natale.